# Koversada

Koversada je majhen otoček v Jadranskem morju, ki pripada Hrvaški.
Otoček leži ob zahodni obali Istre, nasproti turističnega naselja Koversada, južno od mesta Vrsar, spada pa k naturističnem kampu Koversada. Njegova površina meri 0,067 km². Dolžina obalnega pasu je 0,99 km. Najvišji vrh na otočku doseže višino 12 mnv.